# Видумка (Коростишівська міська громада)
Ви́думка — село в Україні, у Коростишівській міській територіальній громаді Житомирського району Житомирської області. Кількість населення становить 31 особу (2001). До 1939 року — колонія.

## Населення
У 1896 році в колонії налічувалося 79 жителів, наприкінці 19 століття (1900 р.) у колонії проживала 121 особа, з них 59 чоловіків та 62 жінки, дворів — 21, за Географічним словником Королівства Польського, в селі проживало 133 мешканці.
У 1924 році проживало 76 осіб (з перевагою населення німецької національности), дворів — 11.
Відповідно до результатів перепису населення СРСР, кількість населення, станом на 12 січня 1989 року, становила 49 осіб. Станом на 5 грудня 2001 року, відповідно до перепису населення України, кількість мешканців села становила 31 особу.

## Історія
Колишнє лютеранське поселення, розміщене західніше Києва. Лютеранські парафії — Київ та Радомишль.
Наприкінці 19 століття — власницька колонія у Водотиївській волості (1 стан) Радомисльського повіту Київської губернії. Відстань до повітового центру, м. Радомисль, де розміщувалася також найближча поштово-телеграфна станція — 30 верст, до найближчої залізничної станції Попільня — 32 версти, до найближчої поштово-телеграфної станції у Ходоркові — 13 верст, найближчої поштової земської станції у Брусилові — 25 верст. Основним заняттям мешканців було хліборобство. У колонії числилося 102 десятини земель, що належали Зигмунтові Олізару та перебували в оренді німців-колоністів. Господарство велося за трипільною системою.
У 1923 році увійшла до складу новоствореної Продубіївської сільської ради, яка, 7 березня 1923 року, включена до складу новоутвореного Брусилівського району Білоцеркіської округи. 10 вересня 1924 року, в складі сільської ради, передана до Коростишівського району Малинської округи. У 1939 році віднесена до категорії сіл. 11 серпня 1954 року передане до складу Щигліївської сільської ради Коростишівського району. 2 вересня 1954 року, відповідно до рішення Житомирського облвиконкому № 1087 «Про перечислення населених пунктів в межах районів Житомирської області», село підпорядковане Кропивнянській сільській раді Коростишівського району Житомирської області.
5 серпня 2016 року село увійшло до складу новоствореної Коростишівської міської територіальної громади Коростишівського району Житомирської області. Від 19 липня 2020 року, разом з громадою, в складі новоствореного Житомирського району Житомирської області.